# Pulp (genre)
Pour les articles homonymes, voir Pulp.
Le genre pulp est un genre littéraire qui présente des histoires au contenu fort, avec une abondance de crimes violents, de sauvagerie et de situations macabres, et qui est généralement lié aux genres hard-boiled, policier et horreur.

## Origine
Le genre pulp est né au début des années 1920 aux États-Unis d'Amérique avec des histoires publiées en série dans des magazines (appelés magazines Pulp) de 128 pages aux jaquettes éclatantes mais dont les pages intérieures étaient imprimées sur du papier de basse qualité dont la pâte est constituée de résidus de fibres de bois (woodpulp). C'est dans les années 1930 que le genre a atteint son apogée avec les magazines historiques Weird Tales et The Strand.

## Caractéristiques
Ces romans, dont certains commençaient à avoir des protagonistes récurrents, ont été écrits par des dizaines d'auteurs, dont certains sont aujourd'hui considérés comme des maîtres de la littérature de genre, tels que Howard Phillips Lovecraft, Clark Ashton Smith, Robert E. Howard. Leur prix variait de 0,10 à 0,25 dollars américains et ils contenaient des histoires aventureuses, fantastiques et pleines de suspense, souvent avec des protagonistes masqués, mais presque toujours avec des femmes sensuelles représentées sur la couverture.
Le style, puisque les auteurs étaient payés au mot, était souvent redondant, avec beaucoup d'adjectifs et d'adverbes, ce qui donnait une narration imagée qui est devenue une marque de fabrique du genre.

## Le pulp en Italie
Au milieu des années 1990, un groupe d'écrivains appelé « I Cannibali » s'est formé en Italie. Cette génération d'auteurs italiens revisite le genre littéraire pulp dans une tonalité contemporaine. Grâce aux travaux des Cannibali et au succès du film Pulp Fiction (1994), la notoriété du pulp en Italie a conduit l'humoriste Bebo Storti (it) à créer le personnage de l'écrivain pulp Thomas Prostata, protagoniste de plusieurs sketches de l'émission télévisée Mai dire Gol. Son slogan était la blague « Pulp, molto pulp... pure troppo! ». En décembre 2013, Electric Sheep Comics a publié pour les Edizioni Il Foglio le roman graphique Blood Washing qui, en termes de thèmes et de caractéristiques narratives, s'inspire du genre pulp américain. L'album a connu un certain succès, notamment dans l'underground littéraire.

## Le pulp aux États-Unis
Il existe également des écrivains non italiens qui présentent un style très similaire à celui des Cannibali. Chuck Palahniuk, par exemple, est l'un des plus grands représentants du style pulp contemporain ; il a publié Fight Club en 1996, qui présentait déjà des similitudes avec le mouvement littéraire italien, qui se sont encore accentuées dans les romans suivants, un style qu'il ne perd pas même dans ses publications les plus récentes, comme Snuff (2008).

## Le pulp au cinéma
À partir de ces romans en série, des dizaines d'adaptations cinématographiques ont été réalisées dans les années 1940, également en plusieurs épisodes (douze à quinze) qui étaient projetés le samedi après-midi dans des salles de cinéma « pop-corn ».
De nos jours, le terme pulp est utilisé à tort pour désigner tous les films au contenu intense et à l'abondance de crimes violents et de sauvagerie, en particulier depuis la sortie en 1994 de Pulp Fiction de Quentin Tarantino, bien que dans le monde du cinéma, ce qui est considéré comme du pulp devrait en fait être appelé exploitation, le pulp étant un genre plus littéraire. La quasi-totalité de la production de Quentin Tarantino (films réalisés, coréalisés et scénarisés) est considérée comme du pulp, à tel point que le terme « tarantinien » est parfois utilisé comme synonyme de pulp. Outre Tarantino, les réalisateurs célèbres pour la violence esthétisante de leurs films sont Takashi Miike (Ichi the Killer, Dead or Alive, Sukiyaki Western Django), Gregg Araki (The Doom Generation) et Robert Rodriguez (Planète Terreur, Sin City, Il était une fois au Mexique... Desperado 2, Machete, Machete Kills) et, plus loin dans le temps, Fernando Di Leo (Milan calibre 9, L'Empire du crime, Le Boss), Sergio Corbucci (Django, Le Grand Silence) et Umberto Lenzi (La Rançon de la peur, Brigade spéciale).